# كينت بازيموري
كينت بازيموري (بالإنجليزية: Kent Bazemore)‏ مواليد 01 يوليو 1989، هو لاعب كرة سلة أمريكي يلعب مع فريق أتلانتا هوكس في الرابطة الوطنية لكرة السلة ويحمل الرقم 24. يبلغ طوله 6 قدم 5 بوصة (2.0 م).

## فرق لعب لها
- غولدن ستايت ووريورز
- لوس أنجلوس ليكرز
- أتلانتا هوكس

## روابط خارجية
- كينت بازيموري على موقع إن بي أي (الإنجليزية)
- كينت بازيموري على موقع سبورتس رفرنس (الإنجليزية)
- كينت بازيموري على موقع كرة السلة الأوروبية.كوم (الإنجليزية)
- كينت بازيموري على موقع إي إس بي إن.كوم (الإنجليزية)
- كينت بازيموري على موقع كلية كرة السلة في سبورتس رفرنس.كوم (الإنجليزية)
- كينت بازيموري على موقع ريلجم (الإنجليزية)
- كينت بازيموري على موقع بروبوليرز (الإنجليزية)
- كينت بازيموري على موقع سبورتس رفرنس (الإنجليزية)